# 手取中島駅
手取中島駅（てどりなかじまえき）は、石川県石川郡鶴来町（現・白山市）中島町にかつてあった、北陸鉄道金名線の駅（廃駅）である。
金名鉄道の時代は駅はなく、北陸鉄道合併後に開設されている。手取川鉄橋を挟んで対岸に位置する広瀬駅とは0.3 kmしか離れておらず、金名線の中では最も駅間が短い区間だった。

## 歴史
- 1951年（昭和26年）7月20日：開業。
- 1984年（昭和59年）12月12日：手取川橋梁が危険な状態となったことにより、加賀一の宮 - 白山下間の金名線全線が休止、それにより当駅も休止。
- 1987年（昭和62年）4月29日：金名線は営業再開することなく全線廃止、それにより廃駅。

## 駅構造
単式ホーム1面1線を有した駅であり、盛り土で周りを石積みで固めたホームに木製の小さな待合室があった無人駅である。

## 利用状況
1984年（昭和59年）当時の乗降客数は一日平均10人であった。

## 隣の駅
北陸鉄道
金名線
加賀一の宮駅 - 手取中島駅 - 広瀬駅